# 사랑의 여름
사랑의 여름(Summer of Love)은 1967년 여름 발생한 사회현상이다. 히피 차림과 행동거지를 한 100,000여명의 사람이 샌프란시스코에 이웃한 헤이트애시베리에 운집한 현상을 이른다. 좀더 광의적인 의미로는 미국 서해안에서부터 뉴욕시에까지 걸친 히피 음악, 환각성 약물, 반전, 자유연애 신(scene)을 일컫기도 한다.
여기에 참여한 히피들은 때로는 꽃의 아이들(flower children)이라고 일컬어진 다층적 그룹이었다. 정부를 적대시하고, 소비지상주의를 거부하고, 대체로 베트남전쟁을 반대하는 입장이었다. 정치와 관련된 인물은 소수였고 대개는 예술(음악, 그림, 시 등)이나 정신적, 명상적 운동에 관련된 인물들이었다. 사랑의 여름은 중요한 문화적 사건으로 취급받고 있지만 영국을 비롯한 각국에서는 이 사건의 당대의 젊은이들에 대한 영향을 두고 갑론을박이 있다.

## 같이 보기
- 1960년대 반문화
- 애시드 록
- 앨런 긴즈버그
- 의도적 공동체
- 그레이트풀 데드
- 히피
- 제퍼슨 에어플레인
- 존 레논
- 닐 영
- 사이키델릭 록